# Central do Exército dos Estados Unidos
A Central do Exército dos Estados Unidos, anteriormente chamada de Terceiro Exército dos Estados Unidos, é uma formação militar do Exército dos Estados Unidos que serviu na Primeira Guerra Mundial, Segunda Guerra Mundial, Guerra do Golfo, Guerra ao Terror e Guerra do Iraque. Ele é mais conhecido por suas campanhas durante a Segunda Guerra sob o comando do general George S. Patton.

## História
O Terceiro Exército foi ativado em 7 de novembro de 1918 em Chaumont na França, fazendo parte das Forças Expedicionárias Americanas na Primeira Guerra Mundial. Ele teve alguns combates e depois serviu como parte das forças de ocupação da Alemanha até ser desativado em julho de 1919.
Ele foi reativado em 1932 para liderar o treinamento da Guarda Nacional e outras forças de reserva. Com o começo da Segunda Guerra Mundial em 1939, o Terceiro Exército foi direcionado para enormes exercícios de treinamento no sul do país. A força foi tirada de seu treinamento em 1944 e enviada para o Reino Unido a fim de fazer parte da invasão da Normandia, sendo colocada sob o comando do tenente-general George S. Patton. O Terceiro Exército realizou campanhas na França, Bélgica, Luxemburgo, Alemanha, Checoslováquia e Áustria, ficando na Alemanha como parte das forças de ocupação até 1947.
O Terceiro Exército tornou-se um quartel-general administrativo para o treinamento da Guarda Nacional e reservas após a Segunda Guerra, tendo como base o Forte McPherson na Geórgia. Ele foi desativado em 1974, porém reativado como a Central do Exército em 3 de dezembro de 1982 como o quartel-general do recém estabelecido Comando Central dos Estados Unidos.
A Central do Exército proporcionou comando e controle para as forças norte-americanas envolvidas na Guerra do Golfo em 1990. Ela manteve essa função em operações militares subsequentes na Guerra ao Terror e Guerra do Iraque. Atualmente, ela lida com o comando e controle de operações no Oriente Médio.